# Высшее начальное женское училище
Высшее начальное 4-классное женское училище (прогимназия) — 4-классное училище для девочек с шестилетним сроком обучения, открытое в Таганроге в 1886 году.

## История
Училище было открыто в 1886 году и не имело своего здания, город арендовал для него помещения в разных местах. С 1897 по 1900 год училище размещалось в доме, пожертвованном семьёй Паганат, по адресу улица Греческая 53.
Учебный курс был рассчитан на 6-летний срок обучения. Плата за обучение равнялась 10 рублям в год, при стоимости годового обучения в Мариинской женской гимназии в 80 рублей и 100 рублях в частной женской гимназии Н. И. Янович. Ежегодно в этом училище обучалось до 500 девочек из бедных семей. Программа обучения содержала, кроме цикла начального образования, практическую геометрию, географию, историю Отечества и всеобщую историю, физику, черчение, рисование, гимнастику, рукоделие.
В 1900 году по проекту архитектора Б. А. Рожнова на Александровской площади было выстроено трёхэтажное здание для Высшего начального 4-классного женского училища. Его фасад был декорирован колоннами и пилястрами с коринфскими капителями, увенчанными треугольным фронтоном. Окна первого этажа были обрамлены полосами рельефной рустовки, второго — арками с замковыми камнями, на третьем — вокруг окон размещались плоские пилястры. Карниз здания был оформлен дентикулами («ордерными сухариками»). При училище имелся замечательный сад, располагавшийся между зданием училища и Митрофаниевской церковью.
Название училища «Высшее начальное» имело своё объяснение. Как писал таганрогский историк Павел Филевский, «Задача этого училища — дать основательное, но не обширное образование для обыкновенного городского населения, для которого образование женских гимназий является слишком дорогим, как по расходам, так и по длительности курса...». После окончания этого училища при желании можно было поступить сразу в 6-й класс гимназии. Отсюда и название — «прогимназия».
В советское время здание училища занимали в разные годы школа № 8, школа № 15 (с 1945 по 1952), строительный техникум, физико-математический и затем литературный факультеты Таганрогского государственного педагогического института.
Из-за слабых грунтов местности, на которой было выстроено здание, фундамент не выдержал длительной нагрузки от столь массивного здания. Через шесть десятилетий после его постройки оно стало проседать, появились трещины, что сделало здание опасным для эксплуатации. В 1977 году оно было разобрано.

## Современность
- На 2024 год на этом месте Красной площади, между стадионом «Динамо» и цирком, располагалась автостоянка и не имелось никаких построек.
- В июне 2025 года в Донском строительном колледже по специализации «Архитектура» был представлен дипломный проект «Камерный театр в г. Таганроге» (автор проекта Никита Иванус, руководитель Н. Ф. Манжес)[4]. Здание камерного театра, согласно проектной документации, планировалось разместить на месте демонтированной в 1977 году женской прогимназии[4].